# Legeza József
Legeza József (Sátoraljaújhely, 1954. szeptember 12. – 2022. december 2.) magyar görögkatolikus pap.

## Családja
1954. szeptember 12-én született Sátoraljaújhelyen Legeza István (1921–1981) görögkatolikus lelkész és Szabó Ilona (1927–2016) kémia–fizika szakos tanár gyermekeként. Hatgyermekes görögkatolikus lelkészcsalád negyedik gyermekeként született. Testvérei Legeza Ilona (1950–2011) könyvtáros, irodalmár és Legeza György (1958–2022) parakerékpárversenyző.

## Élete
Nyíregyházán Timkó Imre püspök szentelte pappá 1981. augusztus 6-án. 1981 és 1985 között Nyíregyházán teljesített lelkészi szolgálatot. 1985 és 2002 között a budai Fő utca Szent Flórián templomának, majd 2002 és 2022 között a Budapest-Újpesti Görögkatolikus Parókia parókusa volt.
Az 1991-ben újrainduló Görögkatolikus Szemle havilap egyik alapítója volt. A Könyvespolc mellett című rovatában közölte írásait, melyekben az irodalmi művek és az evangéliumi tanítás közötti párhuzamokra és az Istenben való élet összefüggéseire mutatott rá. 
2022. június 26-án vonult nyugdíjba. Öt hónap múlva, december 2-án, 68 évesen hunyt el. December 16-án a Farkasréti temetőben helyezték örök nyugalomra.

## Könyvei
- Könyvespolc mellett – Két évtized munkássága egybefűzve; Hajdúdorogi Egyházmegye, Nyíregyháza, 2012
- Könyvespolc mellett. 2. kötet; Szent Atanáz Görögkatolikus Hittudományi Főiskola, Nyíregyháza, 2017

## Díjai, elismerései
- Magyar Érdemrend lovagkeresztje (2021, polgári tagozat)[4]